# Kamikawa (Hokkaidō)
Kamikawa (上川町?) è una cittadina giapponese della prefettura di Hokkaidō.